# Kern (Lohmar)
Kern ist ein Weiler in Lohmar im Rhein-Sieg-Kreis in Nordrhein-Westfalen.

## Geographie
Kern liegt im äußersten Nordosten Lohmars an der Grenze zu Overath. Umliegende Ortschaften und Weiler sind Kulhoven im Nordwesten, Windhausen im Norden, und Viersbrücken im Nordosten, Holl im Süden, Hähngen im Südwesten, Hohnenberg und Honsbach im Westen.

## Gewässer
Nordöstlich von Kern entspringt ein größerer, orographisch rechter Nebenfluss des Naafbach.

## Verkehr

### Verkehrsanbindung

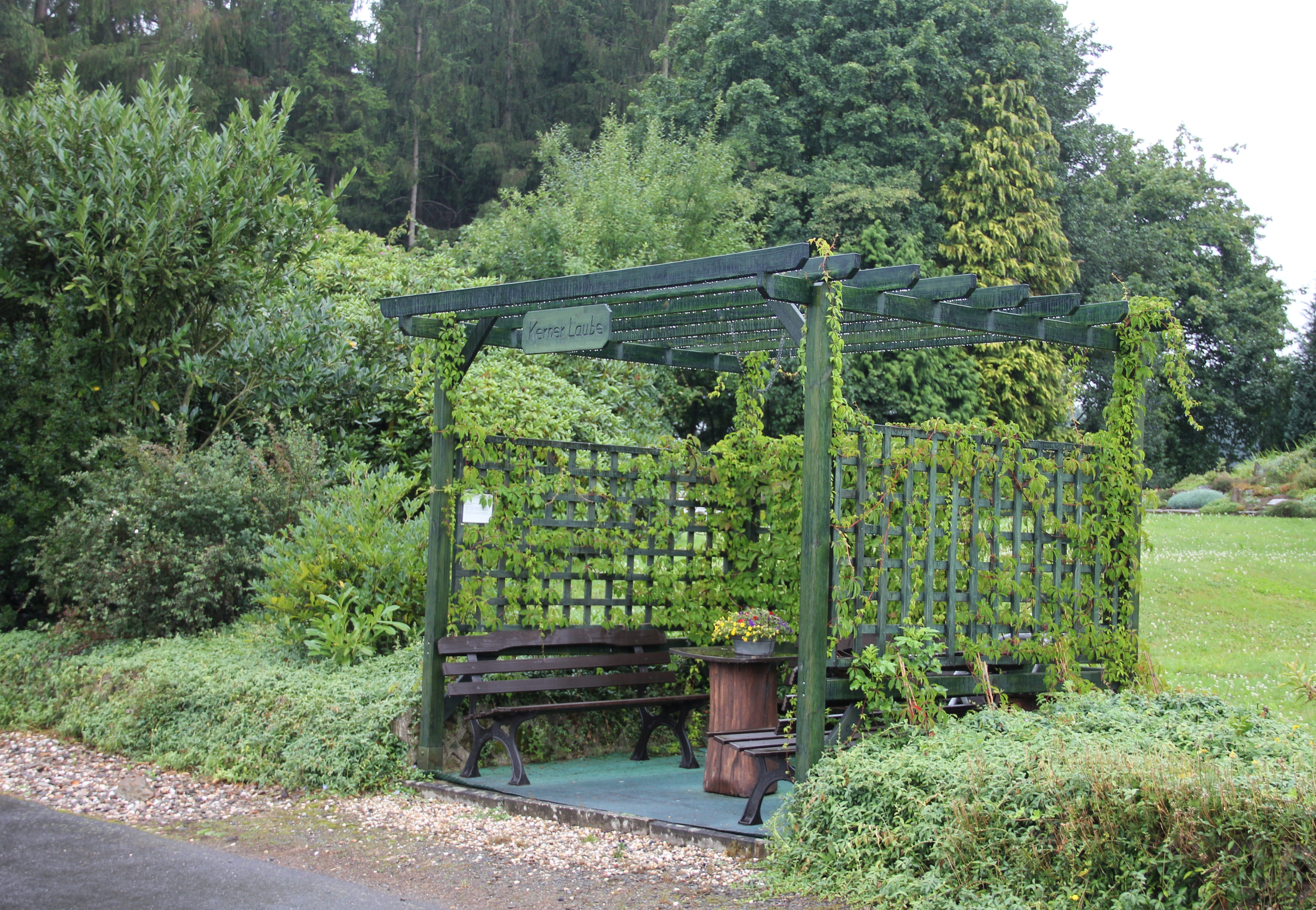
Rastplatz für Wanderer „Kerner Laube“

Kern liegt an der K 34.

### Busverkehr
- Linie 547: Lohmar – Donrath – Höffen – Kern – Neuhonrath – Wahlscheid – Lohmar

Das Anruf-Sammeltaxi (AST) ergänzt den ÖPNV. Kern gehört zum Tarifgebiet des Verkehrsverbund Rhein-Sieg (VRS).

### Wanderwege
folgende Wanderwege gehen durch Kern:
- Kurkölner Weg (X22) des Sauerländischen Gebirgsvereins
- Wanderweg <5 des Kölner Eifelvereins, siehe Wanderwege im Bergischen Land

In Kern ist ein Rastplatz für Wanderer, die sogenannte „Kerner Laube“.